# Maison forte de Vons
Le maison forte de Vons, centre de la seigneurie de Vons, est une maison forte, situé au hameau éponyme sur la commune de Marigny-Saint-Marcel, dans le département de la Haute-Savoie.

## Situation
La maison forte se situe au hameau de Vons, à l'est du bourg de Marigny-Saint-Marcel. Elle est installée sur le flanc d'un coteau dominant le Chéran.

## Historique
Les origines de la maison forte de Vons ne sont pas connues. Les auteurs de Châteaux de Haute-Savoie (1999) indiquent seulement des « origines […] fort anciennes ». Elle aurait appartenu, selon la tradition, aux Templiers,,. Cette appartenance repose sur la présence d'« un bénitier orné d'une croix pattée, et un escalier à vis avec huit coquilles ».
Il est la possession de 1443 à 1727 de la famille des Richard d'Alby. Au XVIIIe siècle, la seigneurie est partagée entre les Gantelet de Vectier et la famille des Richard d'Alby auxquels succèdent la famille des La Faverge de Montpon.
Après une longue histoire marquée par de nombreux propriétaires la maison forte appartient à la famille Pointud, dont le dernier représentant Roger Polo Pointud s'éteint en septembre 2014[réf. nécessaire]. Depuis 2016, cette propriété privée qui appartient à la famille Cotton est en cours de restauration[réf. nécessaire].

## Description
La maison forte de Vons est un logis quadrangulaire, orienté nord-sud, coiffé d’un toit à quatre pans. Sur sa façade ouest, percée de fenêtres à meneaux du XVe siècle, est engagée une tour carrée qui abrite à son sommet un colombier. Une haute tourelle ronde est accolée à l'angle nord ouest. Une échauguette, coiffée en poivrière, occupe l'angle est. De l'enceinte il ne reste aucun vestige ; à l'entrée de la cour, on voit les restes d'une tour, dite la « tour des prisonniers »[réf. nécessaire].
Le logis est desservi par un escalier à vis. L'étage recèle une pièce pourvu d'une cheminée moulurée du XVIIe siècle et d'un plafond à la française.